# María Albán
María Albán Estrada (Guayaquil, 28 de febrero de 1939) es una escritora y periodista ecuatoriana.

## Trayectoria
Tuvo una amplia trayectoria y destacada como periodista de investigación. Fue jefa de redacción de la revista Vistazo entre 1982 y 1985. También ejerció los cargos de directora de la unidad de investigación del Diario Expreso y de editora general de la revista Vistazo. En 1988 le otorgaron una beca, que le permitió asistir como observadora especial a las escuelas de periodismo del área de investigación en Nueva York, Misuri, Kansas, Washington D. C. y San Francisco. Además fue miembro activo del "Investigative Reports and Editors" (IRE).
La obra "Con Dios todo se puede. La invasión de las sectas al Ecuador ", escrito junto a Juan Pablo Muñoz, ,fue el libro mas vendido de Ecuador en el año de edición, 1987 y publicaron hasta siete ediciones.
Por su calidad como periodista de investigación recibió el Premio Jorge Mantilla Ortegotorgado desde 1990 por el periódico ecuatoriano El Comercio  gestionado en la actualidad por la Universidad de Las Américas. 
La Universidad San Francisco de Quito (Ecuador), convoca anualmente el Concurso María Albán, otorgando una beca para estudiar la Licenciatura de Periodismo, en homenaje a la que consideran pionera en el periodismo de investigación.

## Obras publicadas
- Con Dios todo se puede. La invasión de las sectas al Ecuador -escrito en coautoría con Juan Pablo Muñoz-. Espejo, 1987 - 206 páginas. Fue el libro más vendido en Ecuador en 1987 y se hicieron siete ediciones del mismo.
- Las financieras, el atraco del siglo. M.A. Publicaciones, 1993 - 323 páginas. ISBN 9978823026, ISBN 9789978823026